# Влинково
Влинково (пол. Włynkowo, нім. Flinkow) — село в Польщі, у гміні Слупськ Слупського повіту Поморського воєводства.
Населення — 257 осіб (2011).
У 1975-1998 роках село належало до Слупського воєводства.

## Демографія
Демографічна структура станом на 31 березня 2011 року:
|          | Загалом | Допрацездатний вік | Працездатний вік | Постпрацездатний вік |
| -------- | ------- | ------------------ | ---------------- | -------------------- |
| Чоловіки | 138     | 22                 | 107              | 9                    |
| Жінки    | 119     | 20                 | 70               | 29                   |
| Разом    | 257     | 42                 | 177              | 38                   |